# Bisbat de Wa
El bisbat de Wa (anglès:  Roman Catholic Diocese of Wa); llatí: Dioecesis Vaënsis) és una seu de l'Església catòlica a Ghana, sufragània de l'arquebisbat de Tamale. Al 2020 tenia 413.000 batejats d'un total de 943.800 habitants. Actualment està regida pel bisbe cardenal Richard Kuuia Baawobr.

## Territori
La diòcesi comprèn tota la regió nord-occidental de Ghana.
La seu episcopal és la ciutat de Wa, on es troba la catedral de Sant Andreu
El territori s'estén sobre 18.478 km² i està dividit en 25 parròquies

## Història
La diòcesi va ser erigida el 3 de novembre de 1959 en virtut de la butlla del papa Joan XXIII, prenent el territori de la diòcesi de Tamale (avui arxidiòcesi). Originàriament era sufragània de l'arquebisbat de Cape Coast.
El 30 de maig de 1977 va passar a formar part de la província eclesiàstica de l'arquebisbat de Tamale.

## Cronologia episcopal
- Peter Poreku Dery † (16 de març de 1960 - 18 de novembre de 1974 nomenat bisbe de Tamale)
- Gregory Ebolawola Kpiebaya † (18 de novembre de 1974 - 26 de març de 1994 nomenat arquebisbe de Tamale)
- Paul Bemile (19 dicembre 1994 - 17 de febrer de 2016 jubilat)
- Richard Kuuia Baawobr, M. Afr., des del 17 de febrer de 2016

## Estadístiques
A finals del 2020, la diòcesi tenia 413.000 batejats sobre una població de 943.800 persones, equivalent al 43,8% del total.
| any  | població | població | població | sacerdots | sacerdots       | sacerdots       | sacerdots             | diàques | religiosos | religiosos | parroquies |
| ---- | -------- | -------- | -------- | --------- | --------------- | --------------- | --------------------- | ------- | ---------- | ---------- | ---------- |
| any  | batejats | total    | %        | total     | clergat secular | clergat regular | batejats por sacerdot | diàques | homes      | dones      |            |
| 1970 | 64.871   | 365.200  | 17,8     | 33        | 13              | 20              | 1.965                 |         | 47         | 83         | 8          |
| 1980 | 93.731   | 380.639  | 24,6     | 44        | 30              | 14              | 2.130                 |         | 52         | 117        | 12         |
| 1990 | 134.730  | 505.000  | 26,7     | 86        | 79              | 7               | 1.566                 |         | 47         | 141        | 16         |
| 1999 | 179.071  | 737.430  | 24,3     | 111       | 109             | 2               | 1.613                 |         | 40         | 136        | 21         |
| 2000 | 186.996  | 738.280  | 25,3     | 111       | 109             | 2               | 1.684                 |         | 40         | 112        | 21         |
| 2001 | 127.015  | 599.712  | 21,2     | 114       | 112             | 2               | 1.114                 |         | 40         | 117        | 21         |
| 2002 | 157.519  | 650.000  | 24,2     | 117       | 115             | 2               | 1.346                 |         | 38         | 142        | 21         |
| 2003 | 166.049  | 650.000  | 25,5     | 118       | 118             |                 | 1.407                 |         | 36         | 142        | 21         |
| 2004 | 170.413  | 660.000  | 25,8     | 126       | 125             | 1               | 1.352                 |         | 37         | 120        | 21         |
| 2010 | 259.804  | 761.000  | 34,1     | 161       | 158             | 3               | 1.613                 |         | 37         | 138        | 23         |
| 2014 | 343.240  | 829.000  | 41,4     | 87        | 83              | 4               | 3.945                 |         | 38         | 147        | 25         |
| 2017 | 385.740  | 880.960  | 43,8     | 89        | 85              | 4               | 4.334                 |         | 38         | 152        | 25         |
| 2020 | 413.000  | 943.800  | 43,8     | 92        | 88              | 4               | 4.489                 |         | 38         | 152        | 25         |